# رورباس
رورباس (بالألمانية: Rorbas) هي إحدى بلديات مقاطعة بولاخ في كانتون زيورخ في سويسرا. تبلغ مساحتها 4.44 كيلومتر مربع، ويقدر عدد سكانها بـ 2841 نسمة (حسب تعداد ديسمبر 2017).